# Michael Rot

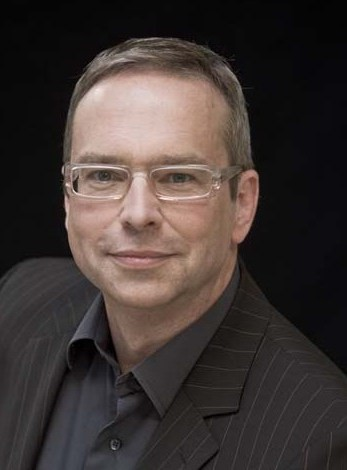
Michael Rot 2017

Michael Rot (* 19. April 1955 in Wien) ist ein österreichischer Komponist, Dirigent und Schriftsteller.

## Leben
Michael Rot studierte an der Musik und Kunst Privatuniversität der Stadt Wien Klavier, Trompete, Tonsatz und Komposition sowie an der Universität für Musik und darstellende Kunst Wien Komposition bei Francis Burt und Dirigieren. Zudem studierte er in seiner damaligen Wahlheimat Italien auch Gesang.
Schwerpunkt seiner künstlerischen Tätigkeit war und ist die Oper – zwischen 1976 und 1990 vorrangig als Dirigent mit Aufführungen im In- und Ausland, daneben auch als Vokalbegleiter u. a. von Mara Zampieri, Heinz Zednik, Eberhard Waechter und Walter Berry, als Dirigent und Studienleiter in Zusammenarbeit mit Agnes Baltsa, Alfredo Kraus, Giuseppe Taddei, Jose Bros, Piero Cappuccilli, Gianfranco Cecchele und vielen anderen. Ab 1982 verlagerte sich der Schwerpunkt seiner Arbeit mehr und mehr zum kompositorischen Schaffen. Größere Erfolge konnte Rot vor allem mit den Opern „Die Propheten“ und „Faust III“ sowie dem Violinkonzert op. 40 verzeichnen. Seit dem Jahr 1976 unterrichtet Michael Rot am Institut für Musiktheater der heutigen Universität für Musik und darstellende Kunst Wien, seit 1987 als Professor für Musikalische Interpretation der Oper.

## Auszeichnungen
- 1976: Förderungspreis des Unterrichtsministeriums für Komposition
- 1976: Förderungspreis der Stadt Wien[3]
- 1978: Preis des Wiener Kunstfonds
- 1979: Theodor Körner Preis
- 1986: Sandoz Preis
- 1986: Adolf Schärf Preis
- 2000: Umweltschutzpreis des Landes Kärnten
- 2017: Deutscher Musikeditionspreis „Best Edition“ (als Herausgeber von Johann Strauss – Wiener Blut – Operette in 3 Akten)[4]

## Werke (Auswahl)

### Ensemblemusik
- … und ließ die Freiheit zum Tode verurteilen … – für Koloratursopran und vier Schlagzeuger, op. 3 (1979)[5]
- Streichquartett – für zwei Violinen, Viola und Violoncello op. 1 (1979)[5]
- Gesänge auf dem Totenbett – für Klarinette, Tuba und Perkussion mit Solostimme, op. 14/14a (1983/1984)[5]
- Far east Paraphrase – Duo für Sopransaxophon und Kontrabass, op. 17 (1987)[5]
- Fanfare für drei Trompeten und drei Posaunen – Drei Versionen, op. 18 (1987)[5]
- Colloquium ad honorem PI/2 – Duo für Klarinette und Kontrabass, op. 21 (1987)[5]
- Quartetto – non troppo – für Saxophonquartett in drei Sätzen, op. 24 (1988)[5]
- Mozart – Seance 91 – Quartett für vier Saxophone und Solostimme Sopran mit Tonbandzuspielung, op. 30 (1990)[5]
- Solo für Zwei – Duo für Harfe und Klavier, op. 37 (1994)[5]
- Saitenspiele – Duo für Gitarre und Harfe, op. 38 (1994)[5]
- Begegnung mit dem kleinen Wolf – Eine Märchensuite, Quartett für vier Saxophone, op. 31c (1996)[5]

### Solomusik
- Klavierstück – op. 6 (1978)[5]
- Kammermusik – für 14 Soloinstrumente, op. 2 (1979)[5]
- Lieder für Sopran und Klavier – op. 13 (1985)[5]
- Lieder für Bariton und Klavier – in Zusammenarbeit mit Klaus Alexander Vokurka und Hannelore Valencak, op. 12 (1985)[5]
- Zwei Wünsche für E – in zwei Sätzen für Klaviersolo, op. 26 (1988)[5]
- Etude belgique – für Sopransaxophonsolo, op. 22 (1988)[5]
- Fagottissimo – für Fagottsolo, op. 27 (1989)[5]
- Absolute – für Gesang und Klavier, op. 29 (1990)[5]
- Violinkonzert – für Violinsolo, op. 40 (1994)[5]

### Bühnenmusik
- Die Propheten – Oper in einem Akt nach Texten von Slawomir Mrozek, op. 10 (1982)[5]
- Faust III oder Heinrich, mir graut vor uns – Oper in einem Akt, op. 33 (1986–1991)[5]
- Szenen eines Duetts – für Sopran und Violine, op. 16 (1987)[5]
- Im Garten der Wünsche – Musiktheater für 2 Personen und viele Kinder nach Texten von Ernst A. Ekker, op. 34 (1992)[5]

### Publikationen
- Michael Rot: Japan ist eine Insel. epubli, Berlin 2017, ISBN 978-3-7450-6328-8, S. 328.

### Arrangements
Arrangements und Bearbeitungen von Michael Rot finden sich seit vielen Jahren in den Neujahrskonzerten der Wiener Philharmoniker, aber auch z. B. bei Konzerten von José Carreras, auf CD-Produktionen mit Placido Domingo, Anna Netrebko, Ben Heppner, Jonas Kaufmann u. v. a. Über 400 Arrangements verfasste Michael Rot u. a. für das Wiener Ring Ensemble, die Wiener Staatsoper, das Theater an der Wien, das Theater am Gärtnerplatz in München, die Deutsche Grammophon Gesellschaft und DECCA Classics.
Michael Rot erstellte zahlreiche Klavierauszüge, u. a. für die Neue Händel Gesamtausgabe bei Bärenreiter, neue Klavierauszüge für Carmen, Tosca, Falstaff und andere bekannte Werke der Opernliteratur, aber auch für viele zeitgenössische Opern von Gottfried von Einem, Friedrich Cerha, Kurt Schwertsik, Manfred Trojahn, Matthias Pintscher, u. a.
Seit dem Jahr 1990 widmet er sich verstärkt der wissenschaftlichen Tätigkeit als Herausgeber der Neuen Johann Strauss Gesamtausgabe und der Kritischen Neuausgaben von Carmen, Tosca, Boris Godunow, Pique Dame, Falstaff, der Symphonien von Pjotr Iljitsch Tschaikowski, einer Gesamtausgabe aller Lieder von Franz Liszt und zahlreicher anderer Werke in der Verlagsgruppe Hermann.